# Антипин, Иван Николаевич
Ива́н Никола́евич Анти́пин (1914, Кокуй, Иркутская губерния, Российская империя — 6 октября 1943, берег Днепра, Гомельская область, Белорусская ССР) — младший сержант, участник Великой Отечественной войны. Герой Советского Союза (1944).
Во время войны в должности командира сапёрного отделения 483-го отдельного сапёрного батальона (356-я стрелковая дивизия, 61-я армия, Центральный фронт) младший сержант И. Н. Антипин особо отличился при форсировании Днепра.

## Биография
Родился в 1914 году в деревне Кокуй Усть-Кутской волости Киренского уезда Иркутской губернии (Усть-Кутский район Иркутской области, ныне деревня не существует) в крестьянской семье. По национальности русский.
В 1921 году поступил в Подымахинскую начальную школу, а затем учился в сельской школе Таюра и школе в деревне Марково. В 1928 году вступил в комсомол, потом обучался в Усть-Кутской и Киренской школе. После окончания школы переехал в Иркутск, где учился в школе Фабрично-заводского обучения.
После окончания обучения работал инструктором областного стрелкового клуба «Осоавиахима». В 1940 году вернулся в Усть-Кут, где занимал должность заведующего отдела Усть-Кутского райисполкома.
23 февраля 1942 года был призван на военную службу в Рабоче-крестьянскую Красную Армию Усть-Кутским райвоенкоматом.
В ноябре 1942 году был отправлен на фронт в действующую армию. В должности командира сапёрного отделения 483-го отдельного сапёрного батальона (356-я стрелковая дивизия, 61-я армия, Центральный фронт) участвовал в боях на Западном, Брянском, Орловском и Центральном фронтах. Также принял участие в боях под Орлом и под Курском. Во время Орловской операции Иван Николаевич со своими бойцами снял и обезвредил 400 мин и «сюрпризов».
26 сентября 1943 года со своим отделением вышел на левый берег Днепра в районе населённого пункта Любеч (Репкинский район Черниговской области Украины) и приступили к поискам лодки и изготовлению плотиков, а также разведали места для переправы. В ночь на 27 сентября 1943 года под сильным вражеским пулемётным и миномётным огнём обеспечивал форсирование реки батальоном.
6 октября 1943 года погиб во время боёв на Днепровском плацдарме. Первоначально был похоронен в деревне Людвинов (ныне Брагинский район, Гомельской области Белоруссии, ныне деревня не существует), но впоследствии перезахоронен в деревне Куритичи (ныне Петриковский район, Гомельской области Белоруссии).
Указом Президиума Верховного Совета СССР «О присвоении звания Героя Советского Союза генералам, офицерскому, сержантскому и рядовому составу Красной Армии» от 15 января 1944 года за «образцовое выполнение боевых заданий командования по форсированию реки Днепр и проявленные при этом мужество и героизм» младший сержант Иван Николаевич Антипин был посмертно награждён званием Герой Советского Союза.

## Награды и звания
- Герой Советского Союза (1944)
- Орден Ленина

## Память
Именем Героя назван стрелковый клуб ДОСААФ в Иркутске, а также его имя значится под номером 15 в списке «Героев Советского Союза — освободителей Брагинщины» (бел. Героi Савецкага Саюза – вызваліцелi Брагіншчыны) на доске почёта на здании музея в городском посёлке Брагин (Гомельская область Белоруссии).